# Gemeentelijke herindeling Westland

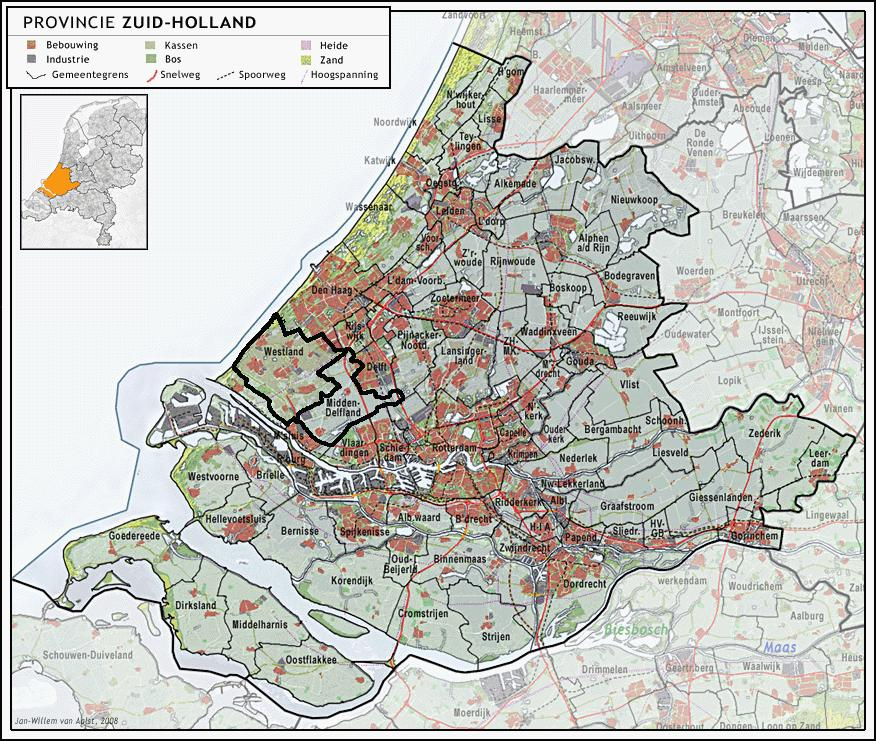
Nieuwe gemeentegrenzen van de gemeente Westland en Midden-Delfland.

De gemeentelijke herindeling Westland was een herindeling van zeven Nederlandse gemeenten, gelegen in de regio Westland, Zuid-Holland, naar twee gemeenten. Op 1 januari 2004 was de herindeling een feit en vormden de gemeenten Maasland en Schipluiden de nieuwe gemeente Midden-Delfland en de gemeenten De Lier, 's-Gravenzande, Wateringen, Monster en Naaldwijk de nieuwe gemeente Westland. Door de vele betrokken gemeenten was deze herindelingsopgave volgens het onderzoeksbureau Berenschot, die onderzoek deed naar gemeentelijke herindelingen in Zuid-Holland, de zwaarste van de herindelingen in de provincie.

## Voorgeschiedenis
De gemeenten Wateringen, 's-Gravenzande, Naaldwijk, Monster en De Lier waren gemeenten die van oudsher voornamelijk gericht waren op glastuinbouw. Dit in tegenstelling tot de gemeenten Schipluiden en Maasland. Deze gemeenten hadden vooral veehouderij en groene recreatiegebieden.
De zeven voormalige gemeenten hadden een lange traditie van samenwerking. Eind jaren negentig kwam echter de vraag op of deze vorm van samenwerking voordelig was voor de burgers en het bedrijfsleven. Deze vraag zou onderzocht worden in opdracht van de zeven gemeenten door onderzoeksbureau IVA Tilburg in het jaar 2000. In oktober 2001 was het rapport "De toekomstige bestuurlijke organisatie van het Westland" waarin er verschillende scenario's werden beschreven afgerond. Het advies van het onderzoeksbureau was dat 's-Gravenzande, Monster, Naaldwijk, Wateringen, De Lier, Maasland en Schipluiden moesten samengaan.

## Realisatie
In het begin was het nog niet duidelijk hoe de zeven gemeenten heringedeeld zouden worden. Zo was de gemeenteraad van Schipluiden voor een variant van Schipluiden en Maasland. Terwijl de gemeenteraad van De Lier voor een variant met Schipluiden en Maasland was, waar Naaldwijk graag één grote gemeente Westland zag.

### 2001
Om te achterhalen wat de bevolking van de gemeenten vonden werden er op 19 september 2001 in alle dorpen volksraadplegingen gehouden. De vraag die daarbij aan de burgers werd gesteld was per gemeente verschillend. De conclusies die uit de volksraadplegingen kwamen, zouden doorwegen in de standpunten van de gemeenteraden.
| Dorp Bron:     | Opkomst | Opties | Percentage |
| -------------- | ------- | --- | ---------- |
| 's-Gravenzande | 38,8%   | Voor één gemeente Westland                                                                                     | 71,1%      |
| 's-Gravenzande | 38,8%   | Voor samengaan ’s Gravenzande, Monster, Naaldwijk, Wateringen, De Lier, Maasland                               | 8,3%       |
| 's-Gravenzande | 38,8%   | Tegen de voorgestelde vormen van samenvoeging                                                                  | 20,7%      |
| De Lier        | 47%     | Voor samengaan De Lier, Maasland, Schipluiden                                                                  | 31,2%      |
| De Lier        | 47%     | Voor één grote gemeente Westland                                                                               | 60%        |
| De Lier        | 47%     | Voor samengaan De Lier, ’s Gravenzande, Monster, Naaldwijk, Wateringen en samenvoeging Schipluiden en Maasland | 8,7%       |
| Maasland       | 64,4%   | Voor samenvoeging Maasland en Schipluiden                                                                      | 59,1%      |
| Maasland       | 64,4%   | Voor één gemeente Westland                                                                                     | 40,9%      |
| Monster        | 46,1%   | Voor één gemeente Westland                                                                                     | 95,4%      |
| Monster        | 46,1%   | Tegen | 4,7%       |
| Naaldwijk      | 44,8%   | Voor één gemeente Westland                                                                                     | 95,6%      |
| Naaldwijk      | 44,8%   | Tegen | 4,4%       |
| Schipluiden    | 59,7%   | Voor samenvoeging Maasland en Schipluiden                                                                      | 88,6%      |
| Schipluiden    | 59,7%   | Voor één gemeente Westland                                                                                     | 11,4%      |
| Wateringen     | 47,3%   | Voor één gemeente Westland                                                                                     | 90,1%      |
| Wateringen     | 47,3%   | Voor samenvoeging gemeenten Wateringen, ’s Gravenzande, De Lier, Monster, Naaldwijk                            | 9,8%       |

Eind oktober waren de zeven gemeenten nog niet unaniem eens over de te kiezen variant, hoewel zij het wel eens waren over dat een herindeling gewenst was. Daarop besloten Maasland en Schipluiden een samenvoegingsprocedure te starten.
Ondanks deze samenvoegingsprocedure besloot de Gedeputeerde Staten van Zuid-Holland op 14 november 2001 de regie in handen te nemen en een zogenaamde arhi-procedure te starten. De provincie stelde twee varianten voor: de vorming van één gemeente door het samenvoegen van de toen zeven gemeenten of de vorming van twee gemeenten, waarvan de één zou bestaan uit De Lier, Wateringen, Monster, Naaldwijk en 's-Gravenzande en de ander uit Schipluiden en Maasland. Op deze varianten konden de gemeenten tot begin juli 2002 reageren.

### 2002
Op 16 januari 2002 stelde de gemeente Delft dat zij tegen een variant was waarbij alle zeven gemeenten zouden worden samengevoegd. Zij vreesden dat wanneer het aan zou komen op economische belangen, het glas daarbij zou winnen en het landelijk gebied meer zou veranderen in een glastuinbouwgebied. Zelf had de gemeente Delft belang bij de herindeling, zij wilden dat het landelijk gebied in de Randstad behouden blijft, omdat er veel Delftenaren recreëren.
Na het overleg met de gemeenten stuurde de provincie in oktober dat jaar het herindelingsadvies, met de variant van twee gemeenten, naar het ministerie van Binnenlandse Zaken en Koninkrijksrelaties. Van dit advies zou een wetsvoorstel komen die besproken werd tijdens de ministerraad. Op 13 december 2002 werd er een persbericht verzonden dat de ministerraad instemde met het wetsvoorstel van de minister van Binnenlandse Zaken en Koninkrijksrelaties, Johan Remkes, om de zeven gemeenten in de regio Westland terug te brengen naar twee gemeenten. Hiermee werd het herindelingsadvies van de provincie Zuid-Holland grotendeels gevolgd.

### 2003
Op 22 mei 2003 werd de wet zonder stemming aangenomen door de Tweede Kamer en op 17 juni 2003 als hamerstuk afgedaan door de Eerste Kamer.
Op 1 september 2003 trad de "wet gemeentelijke herindeling van het Westland" in werking waarin staat dat de gemeenten De Lier, 's-Gravenzande, Maasland, Monster, Naaldwijk, Schipluiden en Wateringen opgeheven zouden worden. Met ingang van de datum van herindeling, 1 januari 2004, zouden de gemeenten Westland en Midden-Delfland ingesteld worden. Het grondgebied van de gemeente Westland zou bestaan uit het grondgebied van te op te heffen gemeenten De Lier, 's-Gravenzande, Monster, Naaldwijk en Wateringen. De nieuwe gemeente Midden-Delfland bestaat uit de gebieden van de op te heffen gemeenten Maasland en Schipluiden.
Daarnaast waren er grondgebiedswijzigingen met de gemeenten Delft en Maassluis en tussen Westland en Midden-Delfland. De Dijkpolder, voorheen gebied van de gemeente Maasland, ten zuiden van de A20 zou na de herindeling bij de gemeente Maassluis komen. Om praktische redenen zag de gemeente Maassluis ook graag dat het gebied rondom de Rozenlaan ter hoogte van het sportcomplex van v.v. Excelsior-Maassluis zou worden meegenomen. Deze correctie werd niet meegenomen door de provincie.
Een andere belangrijke wijziging was de ruil van twee tuinbouwgebieden, waarvan een in de Groeneveldse polder en een in de Dorppolder, voor het recreatiegebied het Kraaienest, bij De Lier. Ook zouden de gebieden Oude Campspolder, Coldenhove en Transportcentrum afgestaan worden aan de nieuwe gemeente Westland en Maassluis. Verder zou ook Delft gebied ten zuiden van de stad ruilen tegen gebieden in Den Hoorn.

### 2004
Op 1 januari 2004 was de herindeling een feit en waren de zeven gemeenten samengevoegd in de gemeenten Westland en Midden-Delfland.

## Conclusies

### Onderzoek Berenschot
Uit een onderzoek van bureau Berenschot in 2008 onder fusiegemeentes blijkt dat gemeentelijke herindelingen voor- en nadelen met zich meebrengen. Een voordeel is dat de dienstverlening van de gemeente erop vooruit is gegaan door ruimere openingstijden en deskundige ambtenaren. Nadelen waren de kosten die een herindeling met zich meebrengt en de daling van de belangstelling voor de lokale politiek. Opmerkelijk vonden de onderzoekers dat de gemeente Westland niet aantrekkelijker is geworden voor bedrijven.
Ook stelt Berenschot dat het Westland voor de zwaarste herindelingsopgave stond van de gemeentelijke herindelingen in Zuid-Holland. Over het algemeen waren de respondenten van het onderzoek tevreden, hoewel de negatieve gevolgen van de fusie in de gemeente Westland het grootst zijn. Het profiel van de gemeente is door de herindeling gestegen en de positie in de regio is versterkt, waarbij het Westland als Greenport goed op de kaart is gezet waarmee de doelstellingen van de herindeling behaald zijn. De bemoeienis van de provincie was in het Westland hoog vergeleken met andere herindelingen, zoals Leidschendam-Voorburg, maar niet zo hoog als bij Teylingen.
De discussie omtrent een fusie is open gevoerd, waarbij met de burgers en raadsleden open gediscusseerd is over de verschillende variaties. Daarnaast is er van tevoren goed nagedacht over het profiel van de gemeente en wat voor gemeente zij willen zijn of worden.
Gemiddeld genomen zijn de tarieven van de afvalstoffenheffingen en bouwleges in de gemeente Westland niet extra verhoogd. In Midden-Delfland daarentegen zijn deze tarieven fors verhoogd.

### Mening gemeente Westland
Omdat de tuinbouw economisch op nationaal en internationaal niveau een grote rol speelt, vond men het belangrijk om deze rol te versterken door te fuseren. Met een fusie werd het inwonersaantal van de gemeente Westland 100.000 waardoor het gelijk een van de belangrijkere gemeentes in de regio werd. De gemeente Westland behoort momenteel tot de 30 grootste gemeentes van Nederland. Daarnaast wilde de gemeente Westland een omgevingsgerichte, slagvaardige, klantgerichte en dienstverlenende organisatie worden.

### Publieke opinie
Het AD onderzocht in 2009, via een enquête onder de vele verenigingen die de gemeente Westland rijk is, wat zij vonden van de nieuwe fusiegemeente. Bijna de helft daarvan vond de fusie tegenvallen en stelde dat het voor hen lastiger of zelfs slechter was geworden.
Op een vraag van de krant wat de inwoners van de fusie vonden, werd weinig gereageerd. Van de tientallen reacties, spraken de meesten zich negatief uit. Het merendeel van de klachten ging over het nieuw te bouwen gemeentehuis in Naaldwijk en over het toegenomen aantal ambtenaren.